# Lucemburská zahrada
Lucemburská zahrada je český román z roku 2011, který napsal Michal Ajvaz. Kniha získala cenu Magnesia Litera 2012 za nejlepší knihu roku.

## Děj
Hlavním hrdinou je Paul, který vyučuje filozofii na lyceu v Paříži. Na začátku letních prázdnin si připravuje přednášku o filozofovi Plótinovi na příští školní rok. Při hledání odkazu na internetu omylem napíše jiné slovo a objeví odkaz na amerického spisovatele a o jeho životě. Rozhodne se sám napsat knihu.